# Bene bene male male
Bene bene male male è un brano di Piero Pelù, pubblicato come singolo il 6 settembre 2002, anticipando l'uscita dell'album U.D.S. - L'uomo della strada.
Il video della canzone è uno dei più ironici del cantante fiorentino. Mostra Pelù e la sua band rapiti da alcuni alieni, che li costringono a suonare mentre li sottopongono ad alcuni esperimenti. Nella stessa location fu girato il video di Raga'n'roll bueno, brano anch'esso deciso come singolo, ma che non fu più pubblicato. Da segnalare la presenza nel videoclip del comico Franco Mari, meglio noto come Rupert Sciamenna.

## Tracce
CD promo
1. Bene bene male male (Radio Edit)

CD
1. Bene bene male male (Radio Edit)
2. Né buoni né cattivi (live)
3. El diablo (live)

- Le tracce 2 e 3 sono state registrate in Piazza della Loggia a Brescia nell'estate del 2001.

## Classifiche
| Classifica | Posizione massima |
| ---------- | ----------------- |
| Italia     | 4                 |